# Tyrannochthonius calvatus
Espèce
Tyrannochthonius calvatus est une espèce de pseudoscorpions de la famille des Chthoniidae.

## Distribution
Cette espèce est endémique du Yunnan en Chine. Elle se rencontre dans le xian de Fuyuan à Puchong dans des grottes.

## Description
Les mâles mesurent de 2,16 à 2,21 mm et les femelles de 2,13 à 2,26 mm.

## Systématique et taxinomie
Cette espèce a été décrite par Hou, Feng et Zhang en 2023.

## Publication originale
- Hou, Feng & Zhang, 2023 : « Three new species of cave-adapted pseudoscorpions (Pseudoscorpiones, Chthoniidae) from eastern Yunnan, China. » ZooKeys, no 1153, p. 73–95 (texte intégral).